# Marian Rychłowski
Piotr Marian Rychłowski (ur. 29 czerwca 1869 w Cieszynie, zm. 28 lutego 1940 we Włochach pod Warszawą) – polski nauczyciel i dyrektor Gimnazjum Mariana Rychłowskiego, które przekształciło się w 1919 roku w VI Liceum Ogólnokształcące im. Tadeusza Reytana w Warszawie.

## Życiorys
Był synem ziemianina Franciszka i Henryki z Lipczyńskich, miał brata Franciszka. Ukończył V Rządowe Gimnazjum Filologiczne w Warszawie. Studiował w Instytucie Weterynaryjnym w Warszawie, który skończył w 1892 roku. W kwietniu 1891 roku za udział w manifestacji patriotycznej był aresztowany i więziony w X Pawilonie Cytadeli Warszawskiej. W 1893 roku był sądzony i zesłany w głąb Rosji. W 1905 roku walczył w wojnie rosyjsko-japońskiej na froncie w Mandżurii. Do Warszawy powrócił w sierpniu 1906 i w roku szkolnym 1906/1907 był nauczycielem w dwóch prywatnych gimnazjach warszawskich. W kwietniu 1907 roku odkupił od Tadeusza Sierzputowskiego trzyklasową szkołę męską z językiem wykładowym polskim, mieszczącą się przy ul. Żurawiej 49. Początkowo był kierownikiem, a potem dyrektorem tego prywatnego gimnazjum, które w czerwcu 1919 roku zostało przekształcone w Gimnazjum im. Tadeusza Reytana. W 1914 roku został zmobilizowany. Powrócił do Warszawy w czerwcu 1918 roku.
Przyczynił się do powstania skautingu w Polsce. W sierpniu 1911 roku Stefan Pomarański zorganizował pierwszą w Warszawie męską drużynę skautów przy polskim prywatnym gimnazjum na ul. Smolnej Dolnej 3 (patrz 1 Warszawska Drużyna Harcerska im. Romualda Traugutta). Stało się to możliwe, ponieważ właściciel, a zarazem dyrektor szkoły Marian Rychłowski, dawny zesłaniec polityczny, był gorącym patriotą, stronnikiem Obozu Niepodległościowego, przekonanym o bliskim już wybuchu wojny światowej. Uważał, że młodzież polska weźmie w niej udział z bronią w ręku, a więc powinna być do tej walki przygotowana, zaś program ćwiczeń skautowych znakomicie się do tego nadawał.
Jest pochowany na cmentarzu we Włochach.

## Ordery i odznaczenia
- Krzyż Kawalerski Orderu Odrodzenia Polski (9 listopada 1932)[5]